# ロンドンの放蕩者
『ロンドンの放蕩者』（ロンドンのほうとうもの、The London Prodigal）は、イギリス・ルネサンス演劇の戯曲で、ロンドンを舞台に放蕩息子が自分の生き方が誤っていたことを思い知る「都市喜劇」。

## 創作年代
『ロンドンの放蕩者』が書かれたのは早くて1591年頃、遅くて1603年から1604年頃と見られている。聖書から綿々と続く「放蕩息子」テーマの1本である。エリザベス朝では家庭劇（Domestic drama）に分類され、「英語で最初の自然主義演劇の1つ」とも言われている。

## 作者
『ロンドンの放蕩者』は1605年に書籍商ナサニエル・バター（Nathaniel Butter）によって「四折版」が出版された。印刷はトマス・コーテス（Thomas Cotes）。この時バターは表紙にウィリアム・シェイクスピア作と記し、国王一座の芝居であると記した。そのため、Philip Chetwindeはシェイクスピアの「サード・フォリオ」第2刷（1664年）に他の6つの劇と一緒にこの劇を追加した。
しかし、多くの研究者はシェイクスピアが『ロンドンの放蕩者』の作者であることを否定している。
研究者たちは個別に、ベン・ジョンソン、トマス・デッカー（Thomas Dekker）、ジョン・マーストン（John Marston）、マイケル・ドレイトン（Michael Drayton）を『ロンドンの放蕩者』の作者とした。他にもトマス・ヘイウッド（Thomas Heywood）、ジョージ・ウィルキンス（George Wilkins）の名が挙がっている。しかし、いまだ評論家たちの間でコンセンサスを得ていない。

## あらすじ
商人フラワーデイルの放蕩息子マシューは自堕落でギャンブル好き、口汚く、暴れん坊で酒飲みで盗人だった。叔父がマシューの行動を警告するが、父親は「若いうちは誰でも辿る道」と平気で、いつか息子も目を覚ますだろうと信じていた。父親は死んだふりをして、召使いに変装し、息子をスパイする。しかし、息子の悪徳の数々に愕然としてしまう。マシューは裕福な男を装って、全財産をサー・ランスロット・スパーコックに寄贈するという遺言状を捏造する。スパーコックはその遺言状を見て、自分の娘ルースをマシューと結婚させることにする。ただちに結婚式が執り行われることになるが、その婚礼の場でマシューは負債で逮捕されてしまう。マシューはどんどん貧乏になり、ルースの妹の1人から物を盗む。ルースは夫マシューからひどい扱いを受け、売春までさせられそうになるが、最後はルースの忠節さでマシューは心を入れ替える。マシューの父親が正体を明かし、改心した息子を祝福する。